# La Consulta
La Consulta es una localidad y distrito del departamento San Carlos en la provincia de Mendoza, Argentina. 
Su población es de 8241 habitantes, según el censo 2010. 
Es, junto con Eugenio Bustos y la Villa San Carlos, uno de los motores de la actividad agrícola de la zona.

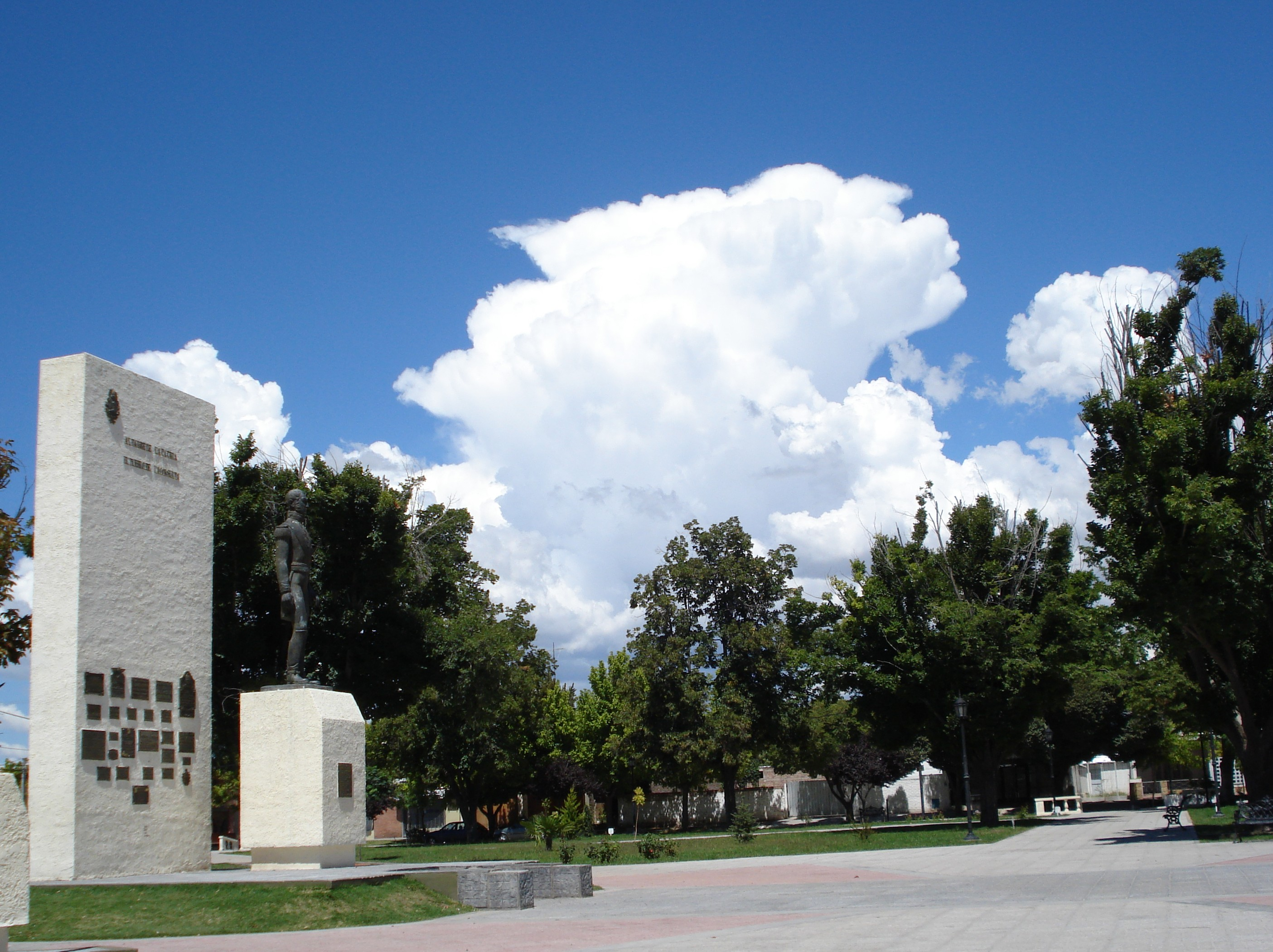
Plaza de La Consulta

## Toponimia
El nombre del distrito alude al encuentro que allí tuvieron José de San Martín y el cacique Neycuñar para consultarle sobre el permiso de las tribus pehuenches para poder atravesar esas tierras y así poder atacar al ejército realista en los pasos de El Portillo y El Planchón.

## Historia
En 1575, parte de sus tierras formaron la estancia El Cepillo. Hacia 1920 llegó el ferrocarril con su estación de tren a La Consulta, lo que produjo un fuerte crecimiento económico y poblacional al distrito.
La ciudad se destaca por su defensa a la educación y la cultura. Posee cinco escuelas primarias y tres secundarias. Cuenta con el Cine Teatro Real La Consulta y el Centro Cívico Cultural, donde se realizan de las más variadas actividades culturales y educativas.

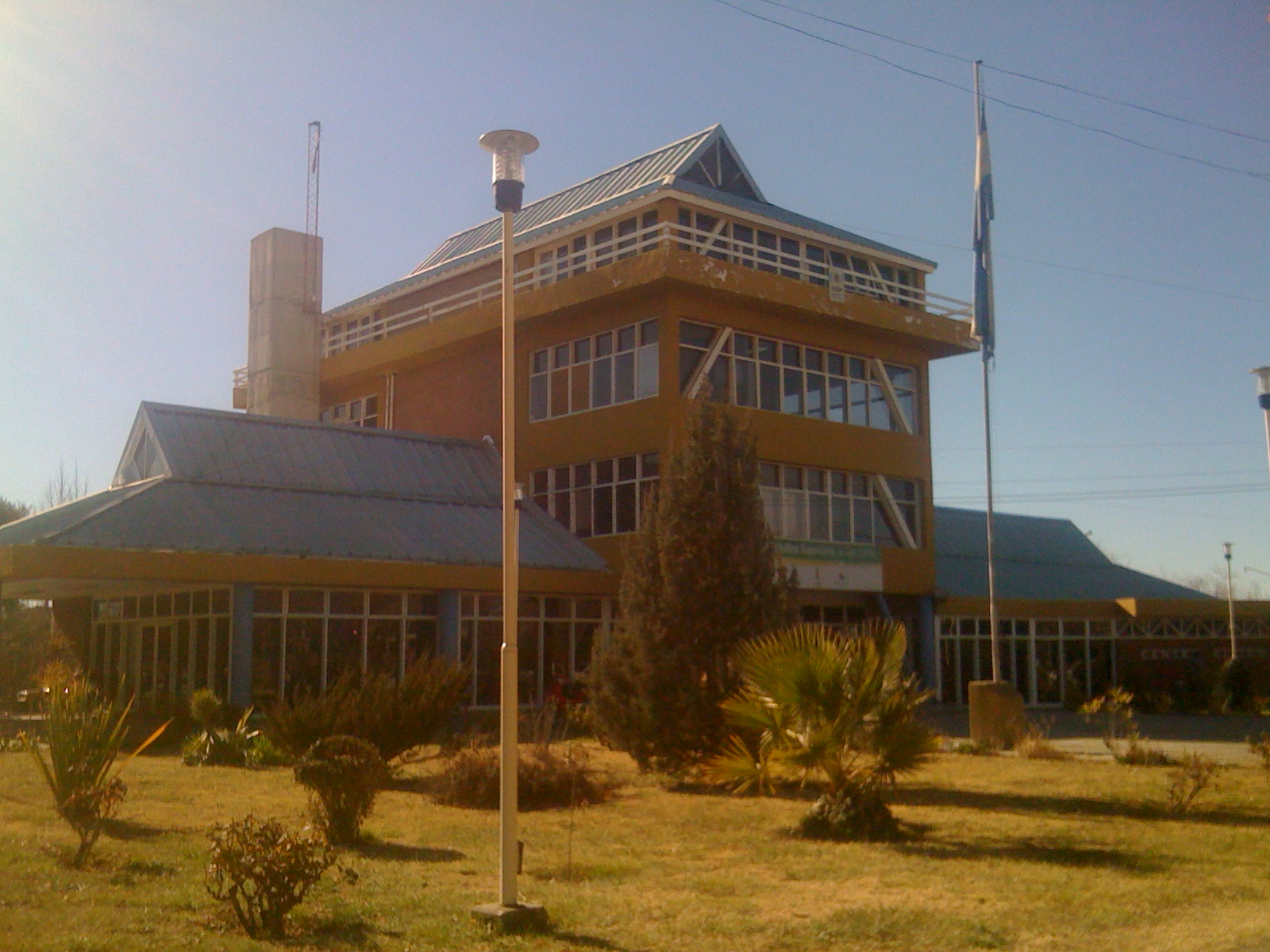
Centro Cívico de La Consulta

## Economía
Su principal fuente económica es la vitivinicultura, destacándose varias bodegas presentes tanto en la zona urbana como rural. Gracias a su altura y a su clima desértico, La Consulta posee grandes amplitudes térmicas, lo que favorece a la producción de uno de los mejores vinos de Mendoza. Actualmente las principales fuentes de ingresos son la agricultura y el turismo.
La actividad agrícola se ve favorecida por la estación experimental del INTA allí instalada. Esta estación incluye un laboratorio de análisis de semillas que brinda servicios a la comunidad.

### La cuestión minera
Los ciudadanos de La Consulta se oponen firmemente a la minería a cielo abierto, alegando que se trata de una actividad extractiva de alto impacto en el medio ambiente por utilizar sustancias contaminantes como el cianuro y ácido sulfúrico. Dicha aplicación, según defienden diversas organizaciones sociales y ambientalistas de la región, desencadenaría un grave proceso de daño irreversible de alto impacto en la hidrogénesis andina de los entornos glaciarios y periglaciarios. 
Estos criterios sociales de protección ambiental hoy se ven reflejados tanto en la Ley Provincial 7722/07 como en la Ley Nacional de Régimen de Presupuestos Mínimos para la Preservación de los Glaciares y del Ambiente Periglacial 26.418/10.

## Parroquias de la Iglesia Católica
| Arquidiócesis | Mendoza               |
| ------------- | --------------------- |
| Parroquia     | Inmaculada Concepción |